# India Allen
India Allen, född 1 juni 1965 i Portsmouth, Virginia, är en amerikansk fotomodell och skådespelare. Hon utsågs till Playboys Playmate of the Month för december 1987 och till Playmate of the Year för 1988.